# Scyrotis athleta
Scyrotis athleta là một loài bướm đêm thuộc họ Cecidosidae. Loài này có ở Nam Phi.